# Phase One

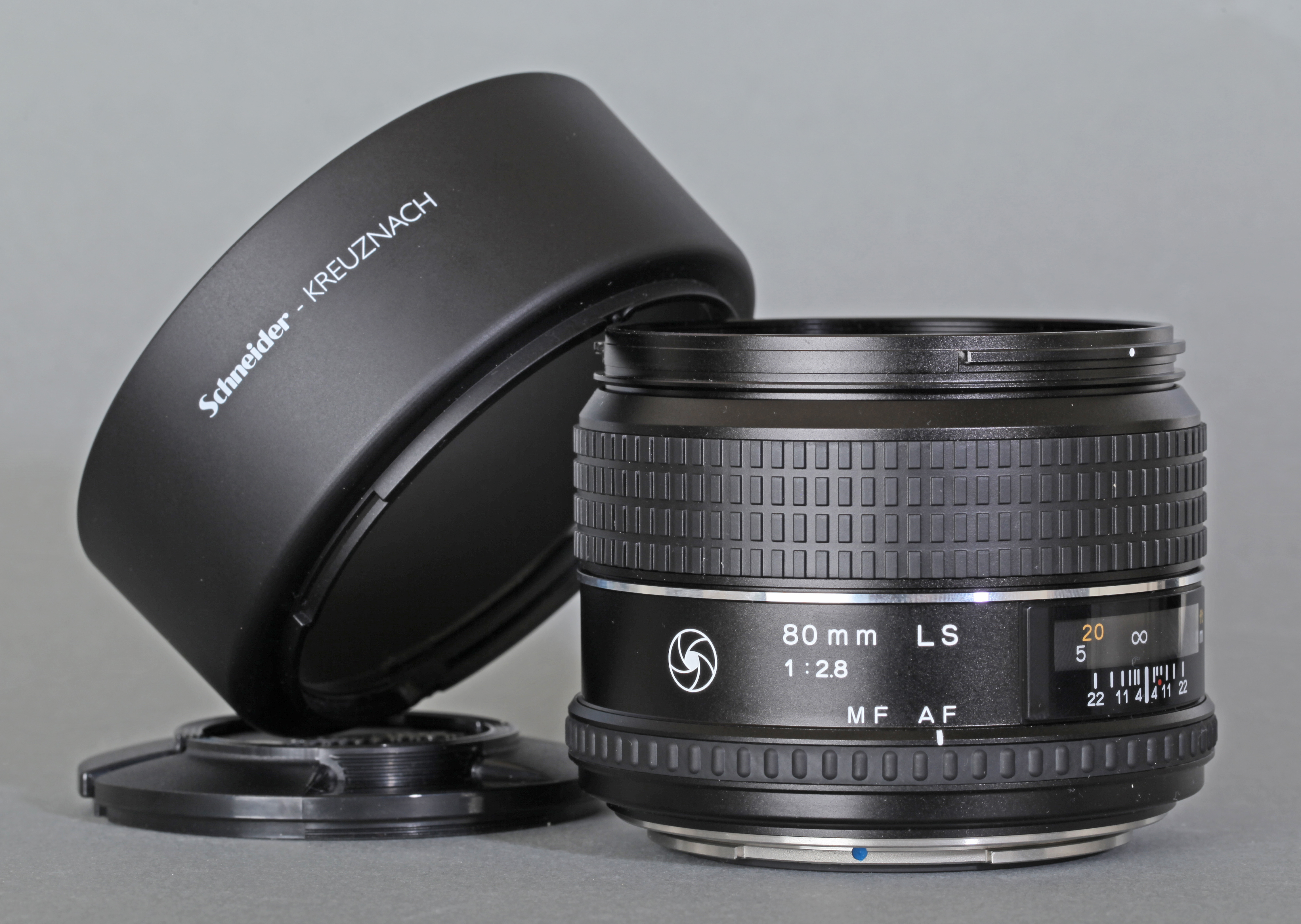
Schneider Kreuznach 80mm f/2.8

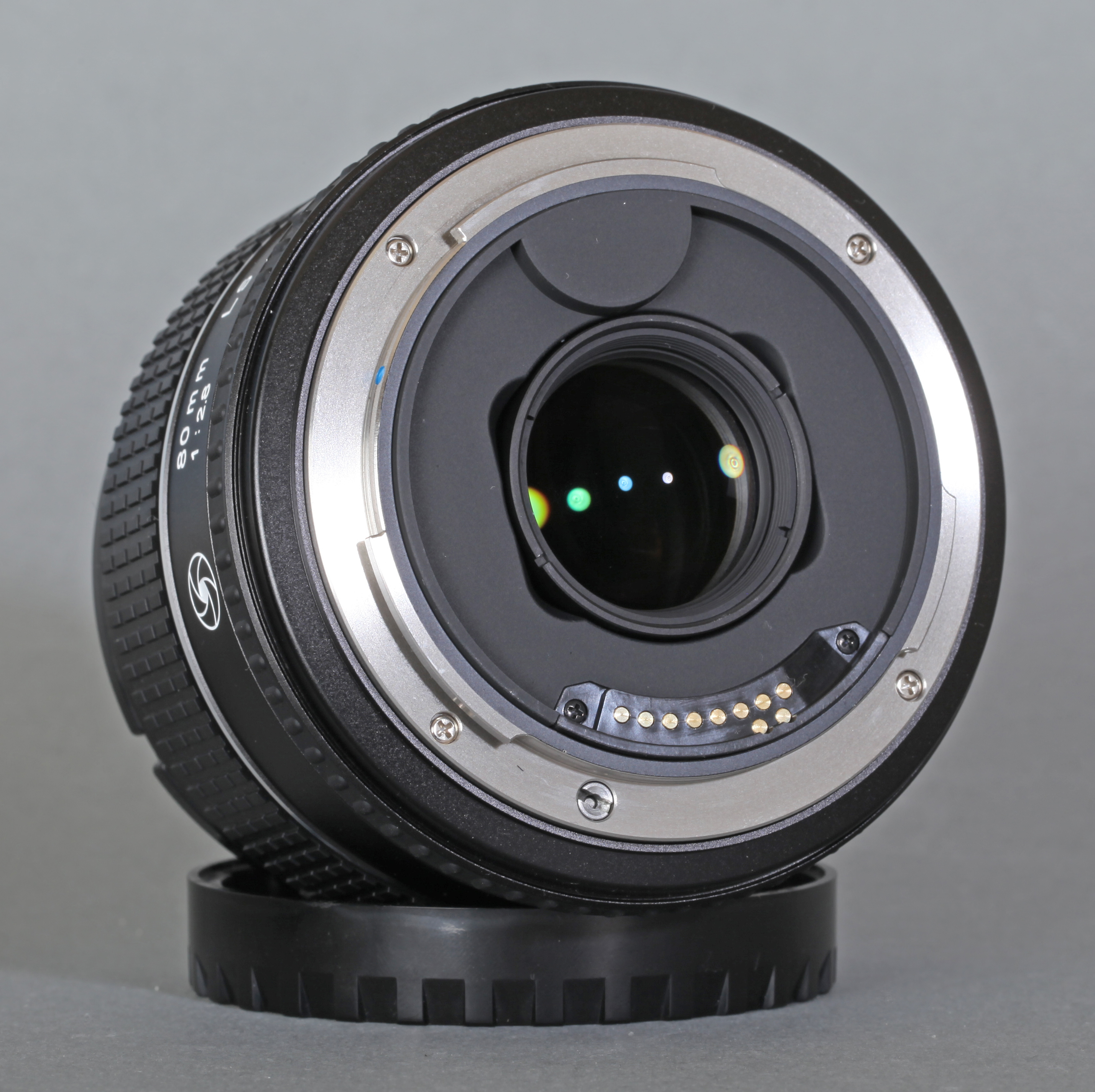
Schneider Kreuznach 80mm f/2.8 zezadu

Fotografie pořízená kamerou 80 MP s digitální zadní stěnou IQ180

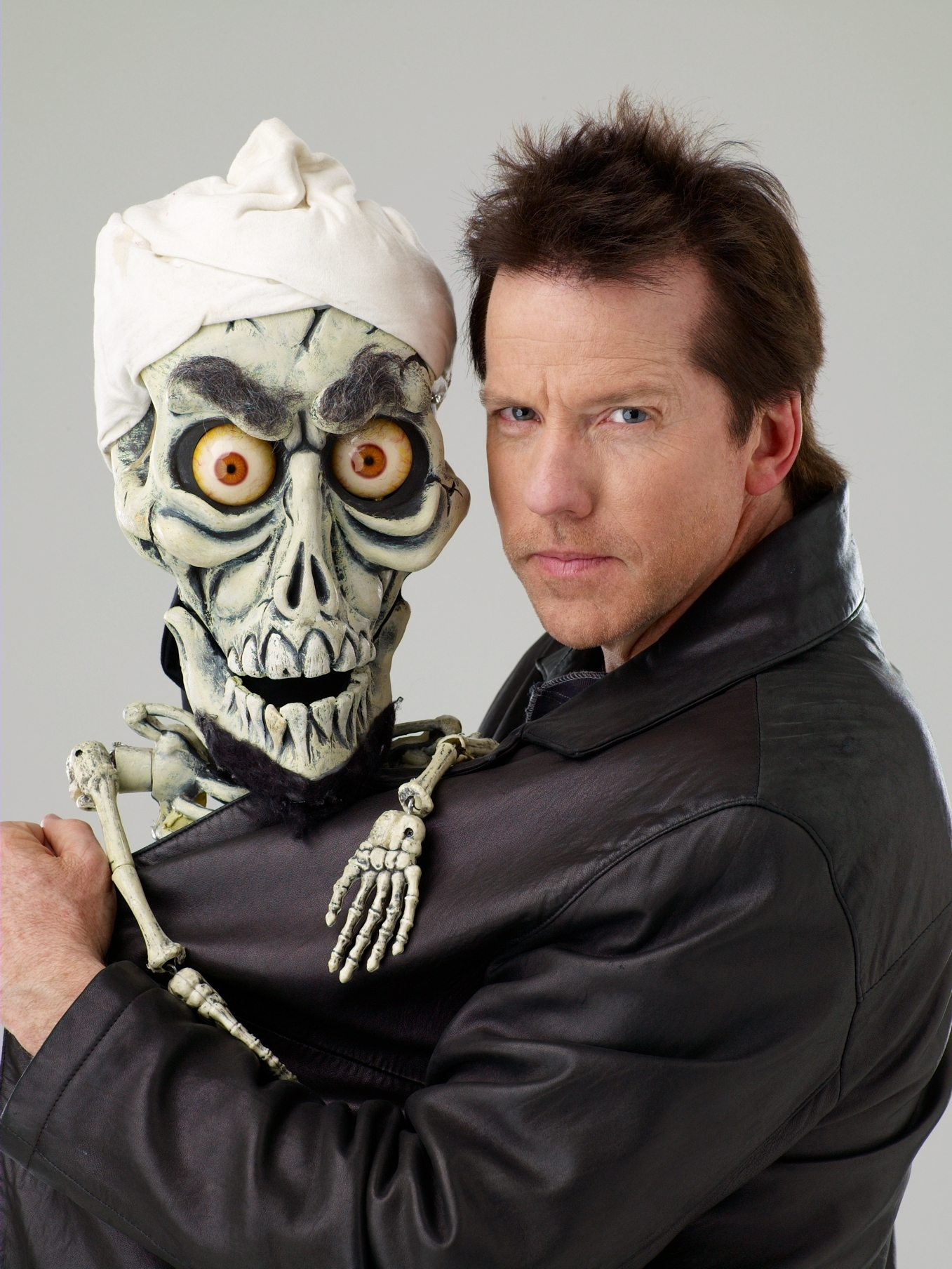
Jeff Dunham a jeho loutka terorista Achmed

Phase One je dánský výrobce digitálních zadních stěn pro středoformátové zrcadlovky různých výrobců. Mezi nimi jsou například firmy Hasselblad (V, H1, H2), Mamiya (RZ67 PRO II, 645AF, 645AFD, AFDII) a Contax (645). Od září 2009 má Phase One také své vlastní tělo fotoaparátu (645DF), které je do značné míry shodné s modelem Mamiya 645DF.

## Historie společnosti
Společnost Phase One založil v roce 1993 dánský vynálezce, aby našel ultimátní metody, jak digitalizovat obrázky. V roce 1994 firmu získala přední investiční společnosti v Dánsku. Současní vlastníci společnosti jsou zaměstnanci firmy a pět přidružených společností. Sídlo organizace se nachází v Kodani. Od roku 2009 je Phase One součástí společnosti Leaf. V roce 2009 získala Phase One od firmy Microsoft softwarový program na správu obrázků Microsoft Expression Media (původní název: iView Media). V témže roce získala firma většinový podíl japonského výrobce fotografických kamer Mamiya.

## Cílová skupina
Hlavní cílovou skupinou jsou profesionální fotografové a instituce na profesionální zpracování obrazu (např. v oblasti zdravotní péče nebo vzdělávání).

## Produkty (stav: 2011)

### Fotografické kamery
- 645AF (totožné s Mamiya 645 AFDIII)
- 645DF (totožné s Mamiya 645DF)

### Digitální zadní stěny
| Produkt     | Velikost senzoru (mm) | Velikost pixelu (µm²) | Rozlišení (MP) | Crop-faktor |
| ----------- | --------------------- | --------------------- | -------------- | ----------- |
| P30+        | 44,2 x 33,1           | 6,8 x 6,8             | 31,6           | 1,3         |
| P40+        | 43,9 x 32,9           | 6,0 x 6,0             | 40             | 1,3         |
| P45+        | 49,1 x 36,8           | 6,8 x 6,8             | 39             | 1,1         |
| P65+        | 53,9 x 40,4           | 6,0 x 6,0             | 60,5           | 1,0         |
| Achromatic+ | 49,1 x 36,8           | 6,8 x 6,8             | 39             | 1,1         |
| IQ180       | 53,9 x 40,4           | 5,2 x 5,2             | 80             | 1,0         |

### Objektivy
- LS 55mm f/2,8 (Schneider Kreuznach)
- LS 80mm f/2,8 (Schneider Kreuznach)
- LS 110mm f/2,8 (Schneider Kreuznach)
- LS 150mm f/3,5 (Schneider Kreuznach)
- PC-TS Apo-Digitar 120mm f/5,6 HM Aspheric (Schneider Kreuznach)
- AF-D 28mm f/4,5 Asph. (Phase One/Mamiya)
- AF-D 35mm f/3,5 (Phase One/Mamiya)
- AF-D 45mm f/2,8 (Phase One/Mamiya)
- AF-D 80mm f/2,8 (Phase One/Mamiya)
- AF-D 150mm f/2,8 IF (Phase One/Mamiya)
- AF-D 75-150 Zoom (Phase One/Mamiya)
- MF-D 120mm f/4 Macro (Phase One/Mamiya)
- AF-D 120mm f/4 Macro (Phase One/Mamiya)

### Software
Kromě digitálních zadních stěn společnost nabízí programy Capture One, Media Pro 1 a Capture Pilot. Capture One je program pro editaci obrázků ve formátu RAW. Media Pro je program pro správu kolekce obrazů, které zvládnou problémy i s hodně velkými knihovnami. Capture Pilot je aplikace pro zařízení s operačním systémem iOS jako jsou iPhone nebo iPad, se kterými se lze po síti připojit do knihovny Capture One.

## Galerie
Fotografie pořízené na zadní stěnu Phase One:

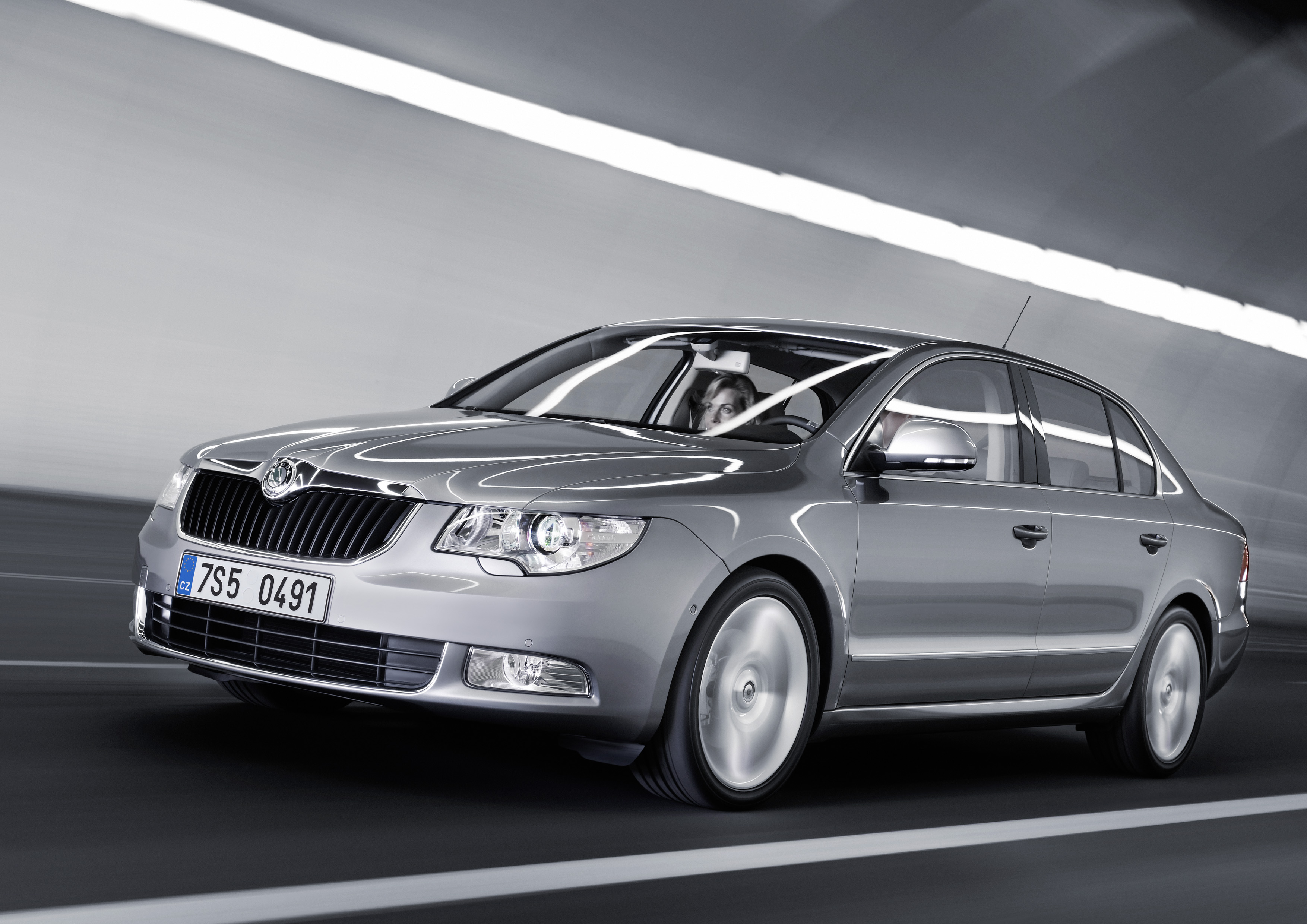
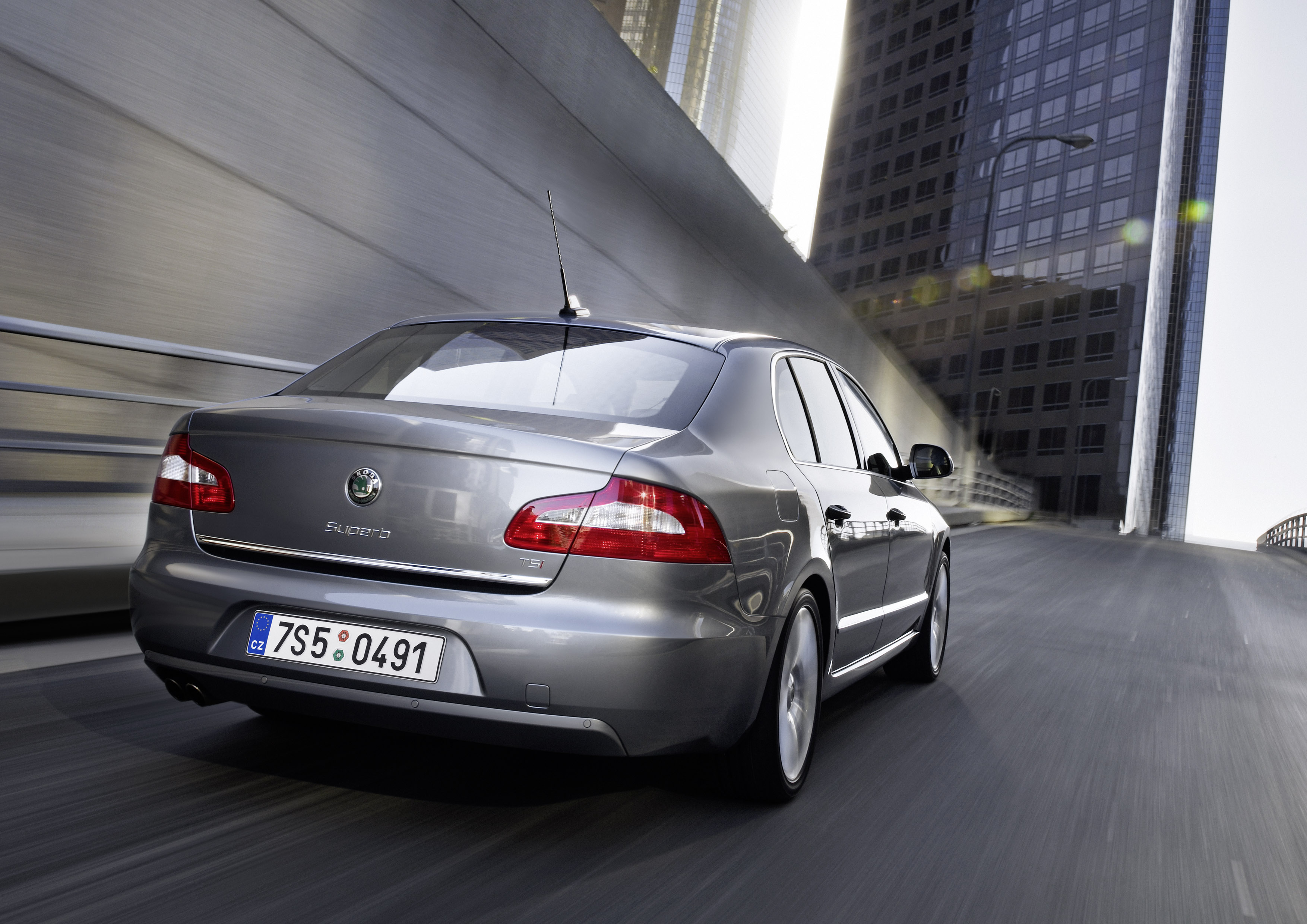
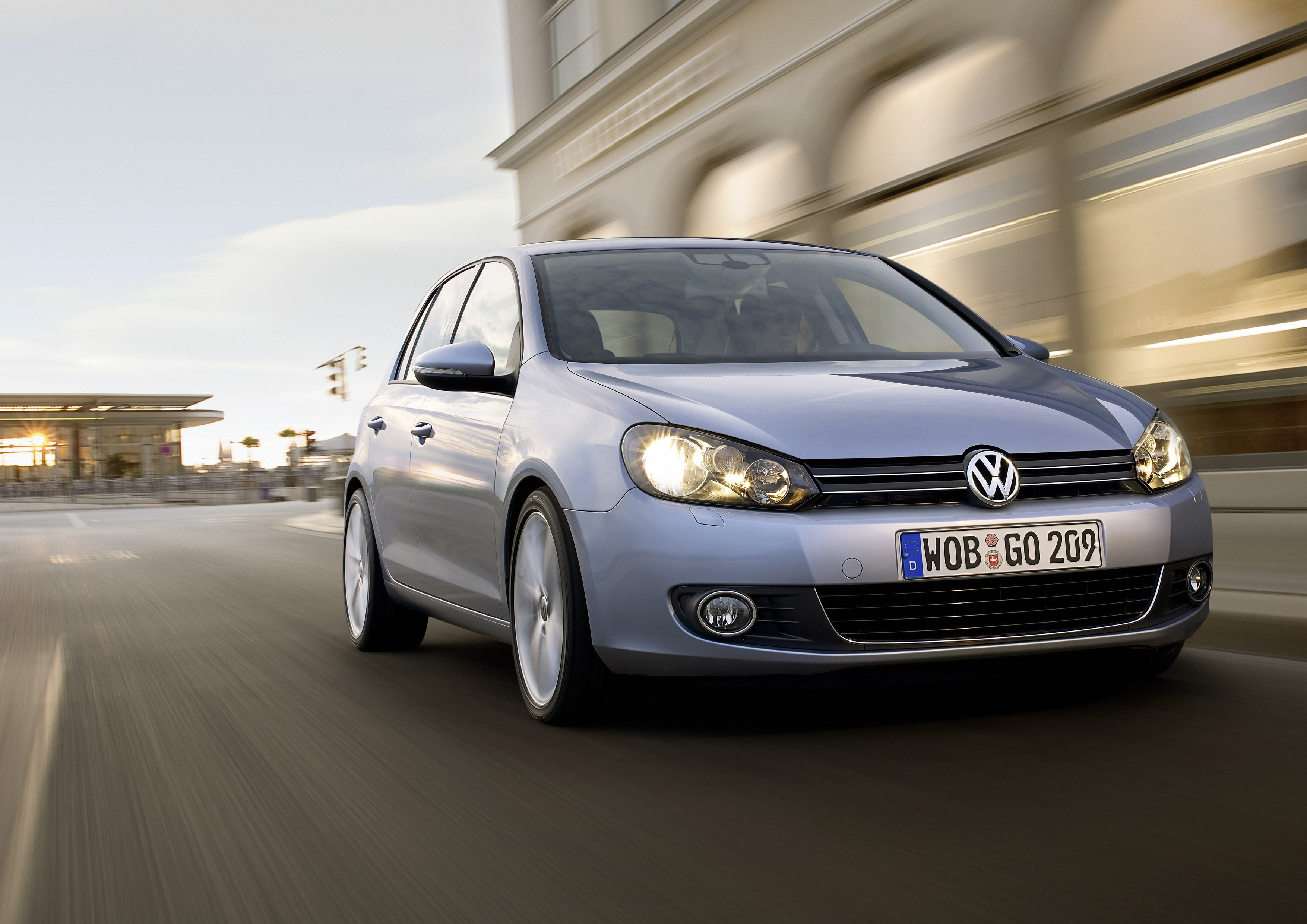